# Dwight Gayle
Dwight Devon Boyd Gayle (17 de outubro de 1989) é um futebolista inglês que atua como atacante. Atualmente joga no Hibernian.

## Carreira
Dwigh Gayle começou sua carreira nas categorias de base do Arsenal. Após ser liberado na adolescência pelo clube, atuou nas temporadas seguintes pelos clubes Stansted, Bishop's Stortford, Dagenham & Redbridge e Peterborough United, até ser contratado para jogar a Premier League pelo Crystal Palace. No dia 1 de julho de 2016, assinou com o Newcastle.
Marcou o gol de seu time na derrota por 4 a 1 para o Manchester United no dia 18 de novembro de 2017. No dia 2 de dezembro fez o gol de desconto na derrota pro 3 a 1 para o Chelsea. Na semana seguinte, deu uma assistência e marcou o segundo gol de sua equipe na derrota por 3 a 2 para o Leicester.
No dia 6 de agosto de 2018, o jogador foi emprestado ao West Bromwich por uma temporada. O acordo incluiu Salomón Rondón em troca para a temporada 2018–19.
Em 22 de julho de 2022, Gayle assinou por dois anos com o  Stoke City.

## Estilo de jogo
Ele é descrito como um "atacante enérgico, trabalhador e que dita o ritmo das jogadas" e um "natural finalizador".

## Estatísticas da carreira
Última atualização em 14 de maio de 2018.[carece de fontes?]
| Clubes               | Temporada         | Liga              | Liga | Liga | FA Cup | FA Cup | Copa da Liga | Copa da Liga | Outros | Outros | Total | Total |
| Clubes               | Temporada         | Divisão           | J    | Gols | J      | Gols   | Jogos        | Gols         | J      | Gols   | J     | Gols  |
| -------------------- | ----------------- | ----------------- | ---- | ---- | ------ | ------ | ------------ | ------------ | ------ | ------ | ----- | ----- |
| Bishop's Stortford   | 2011–12           | Conference North  | 42   | 29   | 3      | 1      | —            | —            | 10     | 12     | 55    | 42    |
| Dagenham & Redbridge | 2012–13           | League Two        | 18   | 7    | 1      | 0      | 0            | 0            | 1      | 0      | 20    | 7     |
| Peterborough United  | 2012–13           | Championship      | 29   | 13   | —      | —      | —            | —            | —      | —      | 29    | 13    |
| Crystal Palace       | 2013–14           | Premier League    | 23   | 7    | 2      | 1      | 0            | 0            | —      | —      | 25    | 8     |
| Crystal Palace       | 2014–15           | Premier League    | 25   | 5    | 2      | 1      | 2            | 4            | —      | —      | 29    | 10    |
| Crystal Palace       | 2015–16           | Premier League    | 16   | 3    | 1      | 0      | 3            | 4            | —      | —      | 20    | 7     |
| Crystal Palace       | Total             | Total             | 64   | 15   | 5      | 2      | 5            | 8            | —      | —      | 74    | 25    |
| Newcastle            | 2016–17           | Championship      | 32   | 23   | 0      | 0      | 2            | 0            | —      | —      | 34    | 23    |
| Newcastle            | 2017–18           | Premier League    | 35   | 6    | 2      | 0      | 0            | 0            | —      | —      | 37    | 6     |
| Newcastle            | Total             | Total             | 67   | 29   | 2      | 0      | 2            | 0            | —      | —      | 71    | 29    |
| Total da carreira    | Total da carreira | Total da carreira | 220  | 93   | 11     | 3      | 7            | 8            | 11     | 12     | 249   | 116   |

## Títulos
Newcastle
- EFL Championship: 2016–17[16]